# 查爾斯·司布真
司布真（Charles Haddon Spurgeon，1834年6月19日—1892年1月31日），英國雅息士郡克爾文登（Kelvedon）人。19世紀英國浸信會牧師，神学上屬於加尔文主义。他的祖先是荷蘭新教清教徒難民，1568年避難來到英國。司布真是19世紀英格蘭最著名的傳教士之一，又是清教徒的後代，被譽為「清教徒的繼承人」。

## 家庭
司布真出生于一個世代敬虔的家庭，他的祖先是荷兰清教徒，1568年避难来到英国。當時西班牙腓力二世差遣阿爾凡公爵前往荷蘭鎮壓基督新教的勢力，結果有一萬八千人被殺。許多人逃往英國，躲避宗教的逼迫，其中就有司布真的先人。後來從荷蘭、法國、比利時各地逃來的信徒與英國本地的信徒融合為一、產生了歷史上著名的清教徒。當十七世紀末葉，本仁約翰為道被囚於培福監獄（Bedford Jail）之時，司布真的祖先約伯（Job Spurgeon），即司布真的曾祖父的曾祖父，曾為參加獨立教派的聚會，而被禁於邱司福監牢（Chelsford Jail）。司布真曾見證說：“我寧願作一個為真道受逼迫之人的子孫，不願在我的血脈裡含有所有君王的血。約伯•司布真為著清潔良心的見證，曾在物質和身體上蒙受損失。……這位艾色克斯州的信徒就是我的祖先。我樂意覺得我‘接續先祖’事奉神。”
當司布真14個月大之時，就被送到偏僻的史坦邦村落（Villageof Stambourne）他祖父雅各·司布真牧師（Reverend James Spurgeon）那裡。司布真在祖父的牧師住宅內住了6年之久。這是因為他那青年的父親約翰·司布真（John Spurgeon）有心服事主，一面傳道、一面作書記，子女又多，經濟拮据的緣故。他的祖父雅各•司布真信仰純正，為人誠懇，事奉主54年如1日，是史坦邦公理會教堂（Stambourne Congregational Church）的牧師。

## 早年
1834年6月19日，司布真出生于英国雅息士郡克爾文登（Kelvedon），祖父和父亲都是牧师，祖父是英国独立教会的牧师。司布真是十七個孩子中的大哥，司布真童年時与祖父母同住，並深得祖父母的愛；而他也深愛他們。年幼的司布真曾經讀到《啟示錄》中提到「無底坑」的一段話時問他的爺爺:「這是什麼意思？」透過每日重複詢問，終於得到爺爺的回答。
6岁时开始阅读本仁约翰所著《天路历程》的插图版，立刻把那本《天路歷程》抱下樓來閱讀。他非常留意基督徒所背的大包袱，後來他說：“他背負他的重擔這樣長久，最終得了解脫，我想我要歡喜跳躍。”司布真喜欢《天路历程》一書，据说，他一生读了《天路历程》一百遍。他的文學體裁受到本仁極深的熏陶。此外他又找到約翰·福克斯（John Foxe）著作的《殉道者的故事》（The Book of Martyrs），司布真凝視那些插圖，內中表述了瑪麗女王對新教徒火刑的暴虐。此外，司布真又發現一些清教徒的鉅著，於是把這一大堆書一一翻閱。六歲的他，雖然不能完全了解書中所言，但毫無疑問，這些早期的讀物影響了他日後的布道工作，也讓他沈迷於各種宗教文獻。
司布真7歲時回到父母身邊。是時父母已經搬家到柯爾查斯特。他父親約翰•司布真原是煤棧裡的一個伙計，閒暇時做教會義務的教理問答，這時兼任陶斯丕裡（Tollesbury）村落一間公理會教堂的牧師。他父親身材魁梧，熱心事奉主，對於少年人尤其愛護。他為子女們的犧牲，可以從他所說的看出來：“我若對於子女們的教育少些關心，我就能夠穿較好的衣衫，也就不必常穿這件襤褸的衣服。”
母親伊利撒·司布真（Eliza Spurgeon））心胸寬大，非常虔誠於上帝。司布真每逢主日晚上總是與母親一同留在家裡，大家圍坐桌前，逐節誦讀聖經，由母親逐句解釋。有一次司布真的父親心中感覺非常不安，他覺得忽略了對自己兒女的屬靈栽培，這時他正邁步前往教堂參加聚會，就半途折回，回家探視，發現太太正在為孩子們蒙恩得救禱告。她提名地為每一個孩子禱告。司布真是她的第一個孩子，個性很強，元氣充沛，富有冒險精神。她特別為他禱告。我一直聆聽妻子的禱告，待她禱告完了，我於是覺得，主啊，我可以放心繼續關心祢的工作，因為祢的孩子們已經有了很好的照顧。”
司布真回到柯爾查斯特不久，就被父母送到庫克夫人(Mrs.Cook)主辦的一間小學校讀書，司布真勤力讀書，幾乎整天埋首在書堆，司布真打好了知識的基礎。
司布真10歲時，轉入路易士（Henry Lewis）先生負責的斯道威學校（Stockwell House School）。這間學校的程度較高，司布真在學校裡的成績很好，他在拉丁文和幾何學的成績優異，頗受教師稱許。在這學校，司布真度過了4年的時光。
司布真14歲時，和弟弟雅各（James Spurgeon），一起被父母送到諸聖農業學院（All Saints Agricultural College），即今的聖奧古斯丁農業學院(St.Augustione's Agricultural College)，諸聖農業學院設在英國東南部的城市梅德斯通（Maidstione）。這時司布真終於離間鄉間，來到了城市。司布真從7歲至15歲，居住在鄉間，受到了大自然美的熏陶，在他腦海中留下了大自然的深刻印象。日後在司布真的講章中流露了那種優美的自然情懷和詩意。
1849年夏天，司布真轉讀新市學校(Newmarket Academy)，該校位於劍橋郡的新市（Newmarket）。為約翰•施威德(John Swindell)先生所主持。在司布真寄宿的地方，有一位女廚子叫金瑪利（Mary King）。在神學上是一位喀爾文主義者，主張以嚴厲手段對付罪惡。司布真稱，經常與她聊恩典、救贖論和信徒的敬虔生活，此大姊比六名神學博士還厲害。司布真在柯爾查斯特（Colchester）和美斯頓（Maidstone）讀書時，雖然有時對基督半信半疑，但在心的深處，在潛意識裡，他需要神，他渴望救恩，但是他苦於不知道如何能真正的得救，司布真轉讀新市學校之後，對神的渴求更加強烈。另一方面，他忽然間感覺到神的威嚴，畏懼最後的審判；每次想到自己已往所犯的罪惡，於是「不敢抬頭望天」。差不多有半年的時間，司布真處在這種痛悔的心境中，認為自己是沒有得救的希望了。
1849年12月，新市學校爆發了一場嚴重熱病，因之停課，司布真也就回到柯爾查斯特，在家度假。
1850年1月6日，這天是個禮拜日，當時司布真15歲。因為下大雪，他無法到原本的教堂，於是到衛理會舊派的教堂去做禮拜，當時牧師也因為大雪而缺席，所以一個類似鞋匠或裁縫師之類的教理問答上堂佈道，讀了《以賽亞書》45章，念到「地極的人都當仰望我，就必得救，因為我是神，再沒有別神。」因此大喊，要大家一起「仰望基督」，接著死死盯著司布真，然後說：「少年人，你在困難中，除非你注目仰望基督，你永遠不能脫離這種困難。」司布真覺得這就是神諭了，從此更信仰基督。第二天就開始逐家逐戶發基督教的傳單，並於在儿童的教會聚會中作教员，并昼夜读圣经。
同年5月3日早晨受洗，正式加入基督教。

## 年轻的乡村牧师
16岁的时候，他受聘为乡村的牧师，在离剑桥五里的水滩（Waterbeach）傳教約二年半之久。1851年10月12日第一次在水灘浸信會教堂（Waterbeach Baptist Church）講道。雖然司布真没有上过大学，但他读书极其勤奋，口才又好，特别有讲道能力。

## 轰动伦敦38年
1853年12月18日，19岁的司布真被请去伦敦的新公园街聚会所（New Park Street Baptist Chapel）讲道。吸引了不少听众，这是一间可容1200人的礼拜堂，每次聚会只有200人。但不到一年，礼拜堂已座無虛席。
1855年，教堂扩建，临时租用艾克特堂（Exeter Hall，可容2500到3000人）。照样爆满，聚会前一小时街上已经人山人海，交通阻塞。据说到会的人十分之九是男人，因为女人受不了这种拥挤。报纸评论说："自从約翰衛斯理与怀特腓的日子以来，这种宗教上的狂热是向所未闻的。"新会所落成后，又感觉不敷应用，必须另建大会所。于是再次扩建，再租用可容一万至一万二千人的舍里园音乐厅（Surrey Gardens Music Hall）三年。首次应用，即告满座，另有万余人无法入内。三年中（1856－1859），每主日平均有万人来听司布真讲道。
除了讲道外，他辛勤地写作，从1855年开始，他的讲稿付梓，每年1月15号，都会把前一年的52篇讲道稿集成一册重新出版，起名《新花园街讲坛》。这些印刷稿不仅在英国广为流传，也被翻譯成其他國家文字。
1859年，美国大覺醒運動扩展到英国，24岁的司布真使伦敦新公园街聚会所成为講道的中心。
他在伦敦讲道38年，使教会增加15000人。在他讲道时，常是人山人海，经常可以听到馬車夫攬客，大喊道：“要去听司布真讲道吗？请坐我的车子。”他的听眾有维多利亚女王、英國首相威廉·格萊斯頓甚至是妓女與小偷，司布真在上流社會與貧苦百姓中都受欢迎。所以司布真被称为“近代的以利亚”。 
1861年3月，都城会幕落成，连续31年，主日早晚均有五千人在内聚集。1867年首都会幕修理之时，租用农业大厦（Agricultural Hall），到会人数竟达二万人。 
1892年1月31日离世，57岁。